# تحكم رقمي باستخدام الحاسوب

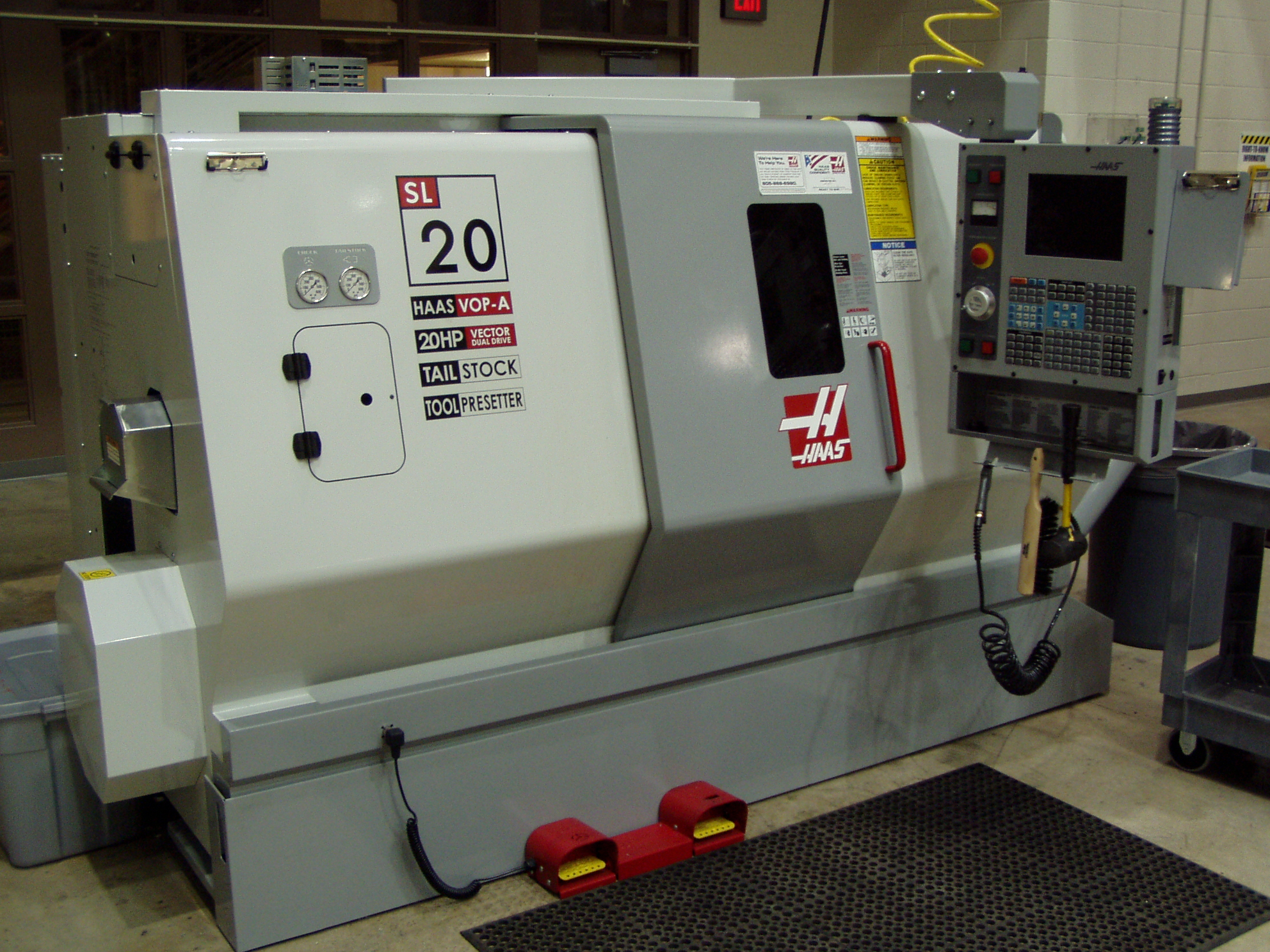
وحدة خراطة تعمل بالتحكم الرقمي باستخدام الحاسب الآلي

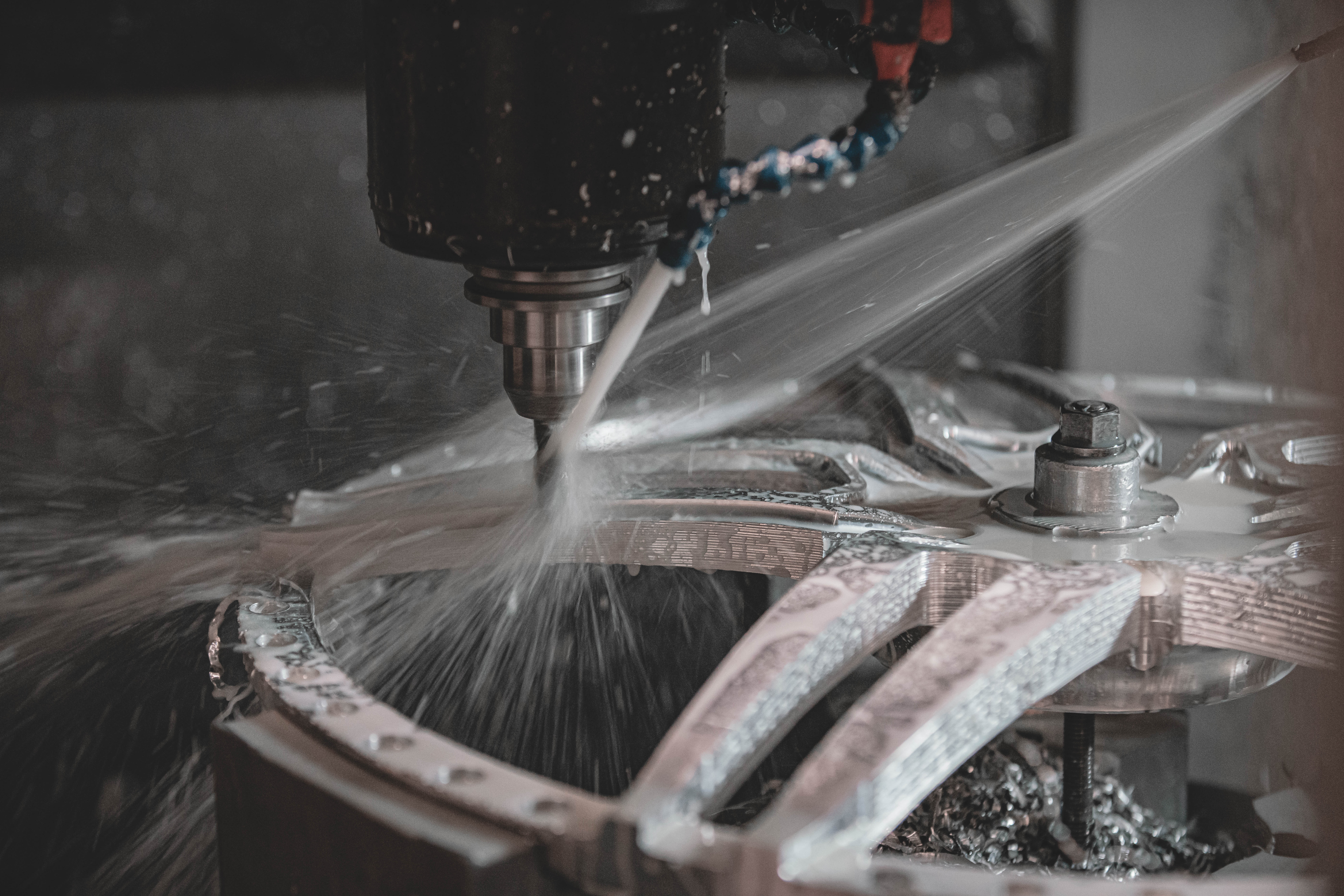
تَستخدم آلات التحكم الرقمي عادةً نوعًا من سوائل التبريد، ويكون عادةً زيت قابل للامتزاج بالماء، للحفاظ على عدم سخونة الأداة والأجزاء.

التحكم الرقمي أو التحكم الرقمي بالحاسوب (بالإنجليزية: (CNC) Computer Numerical Control) هو التحكم الدقيق بالآلات عن طريق الحاسوب. يتم استخدامه لتشغيل أدوات مثل المثاقب والمخارط والمطاحن وأجهزة التوجيه والطابعات ثلاثية الأبعاد. يقوم التحكم الرقمي للأدوات بتحويل قطعة من المواد (معدن، بلاستيك، خشب، سيراميك، حجر، أو سبائك) إلى شكل محدد باتباع التعليمات المُبرمجة مسبقًا وبدون مُشغل يدوي يتحكم بشكل مباشر في عملية التصنيع. يمتاز التحكم الرقمي بالدقة ويُعتبر عَصب الأساس في التصنيع الغزير والدقيق.
التحكم الرقمي (CNC) هي أداة آلية يتم التحكم في كليًا بواسطة الكمبيوتر، وفقًا لتعليمات إدخال محددة. يتم تسليم التعليمات إلى آلة CNC على شكل برنامج تسلسلي لتعليمات التحكم في الآلة مثل جي-كود وM-code، ومن ثم يتم تنفيذها. يمكن كتابة البرنامج بواسطة شخص ما، أو في أغلب الأحيان، يمكن إنشاؤه بواسطة برامج «التصميم بمساعدة الكمبيوتر» (CAD) أو برامج «التصنيع بمساعدة الكمبيوتر» (CAM). في حالة الطابعات ثلاثية الأبعاد، يتم "تقطيع" الجزء المراد طباعته قبل إنشاء التعليمات (أو البرنامج) بحيث يكون كل مُستوي أفقي على حدى. تستخدم الطابعات ثلاثية الأبعاد الـ G-Code أيضًا.
يوفر التحكم الرقمي زيادة كبيرة في الإنتاجية مُقارنة بالآلات غير المحوسبة (الآلية) للإنتاج المتكرر، حيث يجب التحكم في الماكينة يدويًا (على سبيل المثال باستخدام أجهزة مثل العجلات اليدوية أو الرافعات) أو التحكم فيها ميكانيكيًا بواسطة أدلة نمطية مسبقة الصنع (انظر المنساخ). ولكن تأتي هذه المزايا بتكلفة كبيرة من حيث الإنفاق الرأسمالي ووقت الإعداد للوظيفة.
في أنظمة التشغيل الحديثة، يتم تصميم الجزء الميكانيكي وبرنامج تصنيعه بشكل آلي كُليًا. يتم تحديد الأبعاد الميكانيكية للجزء باستخدام برنامج تصميم الحاسوبي CAD ومن ثم يتم ترجمتها إلى توجيهات التصنيع بواسطة برنامج التصنيع الحاسوبي CAM. يتم تحويل التوجيهات الناتجة إلى أوامر مُحددة لآلة التحكم الرقمي CNC.

## الوصف

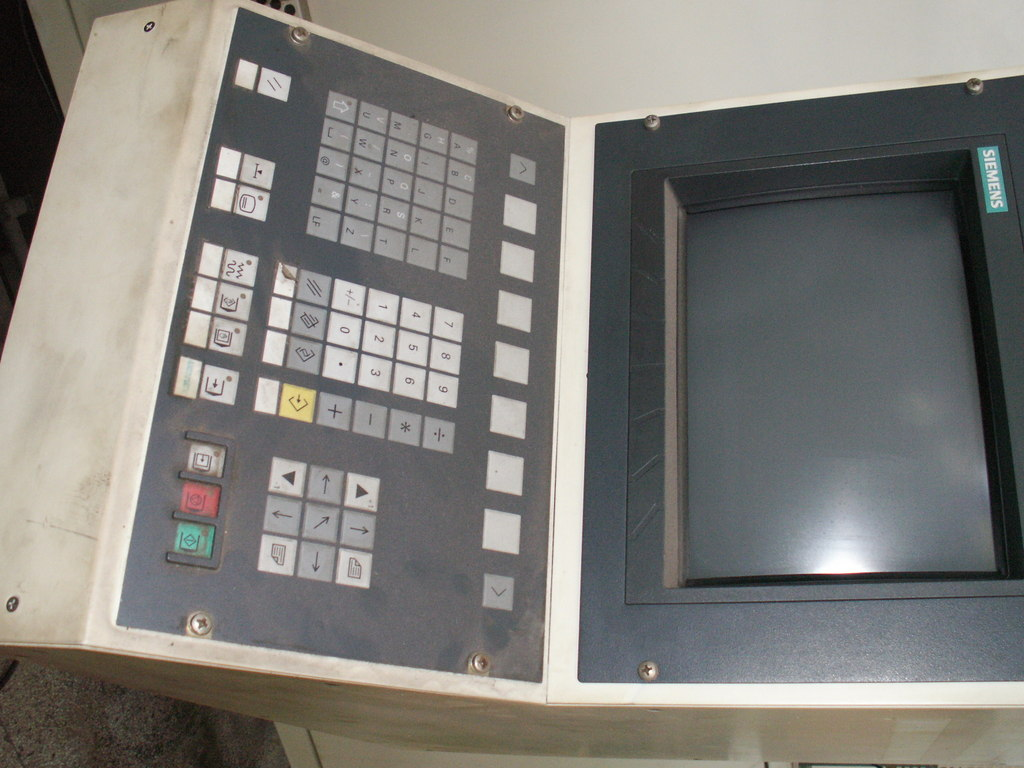
لوحة تحكم في نظام السي أن سي

مع بداية استخدام التحكم الرقمي حصل تطور في التصنيع الذي كان يعتمد على العمال في أعمال تستهلك الكثير من الوقت والمال والأخطاء البشرية، ولذا ساهمت التقنية في تقليل الزمن اللازم للمنتج مع تقليل التكاليف وإمكانية إنتاج منتجات معقدة. ومع التطور أصبحت هذه النظم جزء من نظام صناعي يستخدم طرق التكامل الصناعي (CIM) حيث تتم آلية التصنيع من تصميم المنتج إلى التخزين بدقة عالية حيث يتم التحكم في موضع أداة القطع باستخدام الموتور الخطوى بدقة تصل للميكرو متر.
أنظمة التحكم الرقمي والأنظمة الشبيهة تستخدم الآن في جميع العمليات التي يمكن تمثيلها بخطوات وعمليات متتالية، مثل عمليات القطع واللحام باستخدام الليزر، اللحام بواسطة الموجات فوق الصوتية، القطع باستخدام البلازما، الخرط والعديد من العمليات.
يتم التحكم في الحركة باستخدام «محرك خطوي» (Stepper motor) أو «محرك مؤازر» (Servo motor) للتحكم بحركة المحاور للآلة بدقة، حيث يتحكم مثلًا محورا y و x في الحركة الأفقية للآلة ومحور z للحركة الرأسية. في أغلب الآلات تكون أداة التشغيل، كالمثقاب مثلًا، على محور z وتتحرك الآلة أفقيًا لمكان الثقب ثم يتحرك محور z ليبدأ المثقاب بالثقب.

## البرمجة

### الـ جي كود G-code
يتم استخدام الجي كود جي-كود للتحكم في الآلة، مثل تحركات الآلة أو وظائف الحفر. تبدأ غالبية برامج G-code برمز النسبة المئوية (%) في السطر الأول، ثم يتبعه رمز "O" باسم رقمي للبرنامج (أي "O0001") في السطر الثاني. ثم رمز النسبة المئوية (%) مرة أخرى في السطر الأخير من البرنامج. يبدأ كل سطر بالرمز G متبوعًا برقمين إلى ثلاثة أرقام؛ على سبيل المثال G01. تختلف رموز G قليلاً بين بعض التطبيقات.
مثال:
[G00 تحديد موضع الحركة السريعة] [G01 حركة خطية] [G02 حركة دائرية فــــي اتجاه عقارب الساعة] [G03 حركة دائرية عكس اتجاه عقارب الساعة] [G04 أمر للتوقف لفترة محددة] [G10 تحديد مسافة تعويضية (لرأس أداة القطع مثلأً)] [G12 حركة دائرية مخروطية فــــي اتجاه عقارب الساعة] [G13 حركة دائرية مخروطية عكس اتجاه عقارب الساعة]

### الـ إم كــود M-code
الإم كــود (M-Code). يرمز له برمز M هي أوامر آلية مُتنوعة لا تتحكة بحركة المحور بل الأدوات الأخري للآلة مثل سرعة المثقاب، تغيير الأداة، تشغيل المبردات، فتح الأبواب، إلخ.يبدأ كل سطر بالرمز M متبوعًا برقمين إلى ثلاثة أرقام.
مثال:
[M01 إيقاف التشغيل]
[M02 نهاية البرنامج]
[M03 تشغيل أداة التشغيل (مخراط) فــــي اتجاه عقارب الساعة]
[M04 تشغيل أداة التشغيل (مخراط) عكس اتجاه عقارب الساعة]
[M05 إيقاف أداة التشغيل]
[M06 تغيير أداة التشغيل]
[M07 تشغيل سائل التبريد]
[M08 تشغيل سائل التبريد - وضع الفيضان]
[M09 إيقاف تشغيل سائل التبريد]
...

### مثال عملي
```
%

O0001

G20
 
G40
 
G80
 
G90
 
G94
 
G54
(
Inch
,
 
Cutter
 
Comp
.
 
Cancel
,
 
Deactivate
 
all
 
canned
 
cycles
,
 
moves
 
axes
 
to
 
machine
 
coordinate
,
 
feed
 
per
 
min
.,
 
origin
 
coordinate
 
system
)

M06
 
T01
 
(
Tool
 
change
 
to
 
tool
 
1
)

G43
 
H01
 
(
Tool
 
length
 
comp
.
 
in
 
a
 
positive
 
direction
,
 
length
 
compensation
 
for
 
the
 
tool
)

M03
 
S1200
 
(
Spindle
 
turns
 
CW
 
at
 
1200
RPM
)

G00
 
X0
.
 
Y0
.
 
(
Rapid
 
Traverse
 
to
 
X
=
0.
 
Y
=
0.
)

G00
 
Z
.5
 
(
Rapid
 
Traverse
 
to
 
z
=
.5
)

G00
 
X1
.
 
Y
-
.75
 
(
Rapid
 
traverse
 
to
 
X1
.
 
Y
-
.75
)

G01
 
Z
-
.1
 
F10
 
(
Plunge
 
into
 
part
 
at
 
Z
-
.25
 
at
 
10
in
 
per
 
min
.)

G03
 
X
.875
 
Y
-
.5
 
I
.1875
 
J
-
.75
 
(
CCW
 
arc
 
cut
 
to
 
X
.875
 
Y
-
.5
 
with
 
radius
 
origin
 
at
 
I
.625
 
J
-
.75
)

G03
 
X
.5
 
Y
-
.75
 
I0
.0
 
J0
.0
 
(
CCW
 
arc
 
cut
 
to
 
X
.5
 
Y
-
.75
 
with
 
radius
 
origin
 
at
 
I0
.0
 
J0
.0
)

G03
 
X
.75
 
Y
-
.9375
 
I0
.0
 
J0
.0
(
CCW
 
arc
 
cut
 
to
 
X
.75
 
Y
-
.9375
 
with
 
radius
 
origin
 
at
 
I0
.0
 
J0
.0
)

G02
 
X1
.
 
Y
-
1.25
 
I
.75
 
J
-
1.25
 
(
CW
 
arc
 
cut
 
to
 
X1
.
 
Y
-
1.25
 
with
 
radius
 
origin
 
at
 
I
.75
 
J
-
1.25
)

G02
 
X
.75
 
Y
-
1.5625
 
I0
.0
 
J0
.0
 
(
CW
 
arc
 
cut
 
to
 
X
.75
 
Y
-
1.5625
 
with
 
same
 
radius
 
origin
 
as
 
the
 
previous
 
arc
)

G02
 
X
.5
 
Y
-
1.25
 
I0
.0
 
J0
.0
 
(
CW
 
arc
 
cut
 
to
 
X
.5
 
Y
-
1.25
 
with
 
same
 
radius
 
origin
 
as
 
the
 
previous
 
arc
)

G00
 
Z
.5
 
(
Rapid
 
traverse
 
to
 
z
.5
)

M05
 
(
spindle
 
stops
)

G00
 
X0
.0
 
Y0
.0
 
(
Mill
 
returns
 
to
 
origin
)

M30
 
(
Program
 
End
)

%

```

## آلات تستخدم نظم التحكم الرقمي
- المثاقب
- المخرطة
- الفارزة
- قاطع البلازما
- القطع بقوة دفع الماء
- قطع بالليزر
- مجلخة الأسطح
- مجلخة أسطوانية

## للمزيد
- التصميم بمساعدة الحاسب CAD
- التصنيع بمساعدة الحاسب CAM
- تشكيل المعادن
- تحكم رقمي مباشر